# リブロース
リブロース（英語: ribulose）は、化学式が C5H10O5 で表されるケトペントースの1つ。自然界にはL体、D体の両エナンチオマーがともに存在する。ジアステレオマーはキシルロースである。
リブロースはアラビノースからペントースリン酸経路で作られる。
真菌経路ではd-アラビトール合成における中間体である。
また、d-リブロースは1,5-ビスリン酸として、緑色植物の光合成プロセスの開始時に二酸化炭素と結合する（二酸化炭素トラップ）。
1位と5位にリン酸基のついたリブロース-1,5-ビスリン酸は、光合成のカルビン - ベンソン回路において、二酸化炭素を固定する重要な働きをしている。そのため、この反応を触媒するリブロース1,5-ビスリン酸カルボキシラーゼ/オキシゲナーゼは地球上で最も多いタンパク質となっている。